# Культ особи

Статуя Мао Цзедуна в КНР. 2012 р.

Культ особи (культ постаті, лат. cultus «поклоніння, шанування») — безмірне звеличення постаті, сліпе поклоніння, а іноді й обожнювання людини, яка займає найвище становище в політичній чи релігійній ієрархії, надмірне перебільшення заслуг, функцій і ролі лідера. Теоретичною основою культу особи є волюнтаристський погляд на історію, згідно з яким її хід визначається не об'єктивними законами, а волею видатних людей, переважно вождів (див. Вождизм). Найчастіше культ особи притаманний тоталітарним і авторитарним державам. Іноді його елементи простежуються і в демократичних країнах (у Франції в період правління Шарля де Голля). Передумови культу особи політичних керівників на соціально-психологічному рівні починаються з їх сакралізації, обожнювання влади. Найдавніші випадки його — в ідолопоклонстві первісних релігійних культів. Суб'єктивною передумовою культу особи є також патріархальне сприйняття глави держави як «батька» однієї великої сім'ї, визнання держави за жорсткою ієрархічною побудовою суспільства єдиною моделлю.